# هواپیمایی قبرس شمالی
هواپیمایی قبرس شمالی (ترکی استانبولی: Kuzey Kıbrıs Hava Yolları) یکی از دو خطوط فعال هواپیمایی در قبرس که در کشور جمهوری ترک قبرس شمالی قرار گرفته‌است. این شرکت با حمایت هواپیمایی ترکیه در ۱۸ ژانویه ۲۰۱۱ میلادی و پس از ورشکستگی هواپیمایی قبرس ترک تأسیس شد.
به گفتهٔ مسئولین این شرکت هواپیمایی ۶۰٪ و ۳۰٪ سهام به ترتیب بخش خصوصی و عام تعلق دارد، ۱۰٪ باقی به هواپیمایی ترکیه جهت تأمین ناوگان جدید به هواپیمایی قبرس شمالی واگذار شده‌است. عملیات احداث این مجموعه با بودجه اولیه $ ۱۵٬۰۰۰٬۰۰۰ و به عنوان عضو وابسته گروه استار آلیانس شروع شد.
پروازهای برنامه‌ریزی شده هواپیمایی قبرس شمالی از فرودگاه بین‌المللی ارجان، نیکوزیای شمالی - جمهوری ترک قبرس شمالی و پرواز به ۱۱ مقصد در سطح جهان اداره می‌شود. مقاصد این شرکت به ترکیه، بریتانیا همچنین چندین مقاصد دیگر در غرب و شمال اروپا برنامه‌ریزی شده‌است. اورهان سیویرکایا اولین مدیر عامل شرکت هواپیمایی قبرس شمالی انتخاب شده‌است.